# 射线
射線，在光學中是光的理想化幾何模型，通過選擇與實際光的波前垂直並指向能量流的方向。能量流動之方向的曲線而獲得。射線用於類比通過光學系統的光的傳播，方法是將實際光場劃分為離散光線，這些光線可以通過線軌法的技術計算在系統中的傳播。這使得即使是非常複雜的光學系統也可以通過電腦進行數學分析或模擬（類比）。線軌法使用馬克士威方程組的近似解，只要光波在尺寸遠大於光的波長的物體中傳播，這些近似解就有效。“射線光學”或“幾何光學”不描述諸如繞射之類的現象，這需要波光學理論。一些波現象，如干涉，可以通過在光線模型中添加相位在有限的情況下進行建模。

## 定義
射線是與光的波前（直或曲）垂直的直線；它的切線是共線性與波矢量。均勻介質中的光線是直的。它們在兩個不同介質之間的介面處彎曲，並且可以在折射率變化的介質中彎曲。幾何光學描述了光線如何通過光學系統傳播。要成像的對象被視為獨立點源的集合，每個點源產生球面波前和相應的向外射線。來自每個物件點的光線可以通過數學方式傳播，以定位圖像上的相應點。
對射線的更嚴格的定義來自費馬原理，該原理指出，光線在兩點之間採取的路徑是可以在最短時間內穿越的路徑。

## 特殊射線
在光學建模中有許多特殊射線用於分析光學系統。它們在下面定義和描述，並按它們用於建模的系統類型分組。

### 與表面的相互作用

在表面的射線圖，此處 is the 入射角， 是反射角，和 是折射角（司乃耳定律）。

- 入射線是照射到表面的光線。該射線與垂直或正交到表面的角度是入射角。
- 反射線是對應於給定的入射線，是表示表面反射光線的射線。表面法線與反射線之間的角度稱為反射角。反射定律說，對於鏡面反射（非散射）表面，反射角始終等於入射角。
- 折射線或透射線是對應於給定的入射光線表示通過表面透射的光。這種射線與法線之間的角度被稱為折射角，它由司乃耳定律給出。能量守恆定律要求入射光線中的功率必須等於折射光線中的功率，反射光線中的功率以及在表面吸收的任何功率的總和。
- 如果材料是雙折射，折射光線可能會分裂成普通射線和非常射線，它們在通過雙折射材料時會經歷不同的折射率。

## 幾何學
在歐幾里得幾何中，直线上的一点和它一旁的部分所组成的图形称为射线或半直線。

## 光學
在幾何光學中，射線是描述光線或其他電磁輻射傳播的方向的一條曲線。這種射線和物理光學的波前垂直。
在大部分的簡單情況，在給定的傳導體內的光射線是直線。光線經過一個傳導體到另一個傳導體，其路徑符合司乃耳定律的折射或全內部反射。